# Georg Ludwig Carius
Georg Ludwig Carius (24 d'agost de 1829, Barbis, Regne de Hannover – 24 d'abril de 1875, Marburg) fou un químic alemany.

## Biografia
Carius perdé els seus pares a la infància i el rector de Gehring se n'encarregà. Després d'haver acabat l'escola a Goslar, estudià farmàcia a Dempwolfen. Continuà la seva formació científica a Göttingen, on estudià química amb Friedrich Wöhler entre 1850-1852 i després, entre 1852-1858, fou assistent de Robert Wilhelm Bunsen al laboratori de la Universitat de Heidelberg, on s'inicià en l'estudi dels gasos. El 1853 es graduà i, a partir del 1857, fou professor a Heidelberg. El 1865 fou nomenat professor de química de la Universitat de Marburg.

## Obra
Les seves investigacions més destacades són l'estudi dels processos d'oxidació i el seu llibre de text sobre els àcids polibàsics. També desenvolupà mètodes per a la determinació quantitativa de fòsfor, sofre, clor, brom i iode en compostos orgànics. Entre els quals cal remarcar el mètode de Carius per a l'anàlisi quantitativa d'halògens en la matèria orgànica. Aquest mètode es basa en el tractament dels composts orgànics halogenats amb àcid nítric concentrat en presència de nitrat d'argent que transformen aquells en halurs d'argent.